# Carinodes inermis
Carinodes inermis là một loài tò vò trong họ Ichneumonidae.